# Joe Johnston
Joseph Eggleston Johnston II (13 de mayo de 1950) es un director y productor de cine estadounidense, responsable de películas como Hidalgo, Parque Jurásico III, Cielo de octubre y Jumanji, entre otras. También fue el autor de un libro titulado Adventures of Teebo: A Tale of Magic and Suspense (Las aventuras de Teebo: Un cuento de magia y suspenso). 
Johnston fue educado en la Universidad Estatal de California, Long Beach, así como en el Art Center College of Design. Johnston respondió a un anuncio donde se buscaba a un guionista, que resultó ser para la productora de películas fundada por George Lucas, Lucasfilm. Johnston empezó a trabajar en la empresa, dirigiendo guiones, a menudo asociado con George Lucas. Johnston se refirió más tarde a esa etapa como la mejor escuela de cine que nunca podría haber tenido. Fue el momento en que George Lucas producía su trilogía de Star Wars.
A lo largo de su carrera, ha dirigido varias películas, algunas comerciales de éxito.

## Carrera

### Diseño y efectos visuales
Gran parte del trabajo al comienzo de carrera en la pantalla de Johnston se centró en diseño y efectos especiales combinados. Comenzó su carrera como artista conceptual y técnico de efectos para la primera película de la saga de Star Wars, Una nueva esperanza (1977), dirigida por George Lucas, y fue director de arte de uno de los equipos de efectos para la secuela, El imperio contraataca (1980).
Su asociación con Lucas más tarde resultaría fructífera, cuando se convirtió en uno de los cuatro ganadores de un premio Óscar a los mejores efectos visuales para la película producida por George Lucas y dirigida por Steven Spielberg Raiders of the Lost Ark (1981). Johnston siguió trabajando en varias películas como experto en efectos visuales.
También fue productor asociado de la película Willow, y trabajó como diseñador de producción en dos películas de mediados de los años 80 realizadas para la televisión protagonizadas por los ewoks, personajes que habían sido presentados al público en la segunda secuela de Star Wars, El retorno del Jedi (1983).
Johnston es también autor de la novela ambientada en el universo de Star Wars titulada Las aventuras de Teebo: Una historia de magia y suspenso, que enlaza con la película El retorno del Jedi. 
En 1984, Lucas dio a Johnston un año sabático, con salario, y pagó su matrícula para asistir a la Escuela de Cine de la Universidad del Sur de California. Johnston abandonó después de un año, diciendo que "se le pidió que no volviera" porque "rompió muchas reglas".

### Dirección

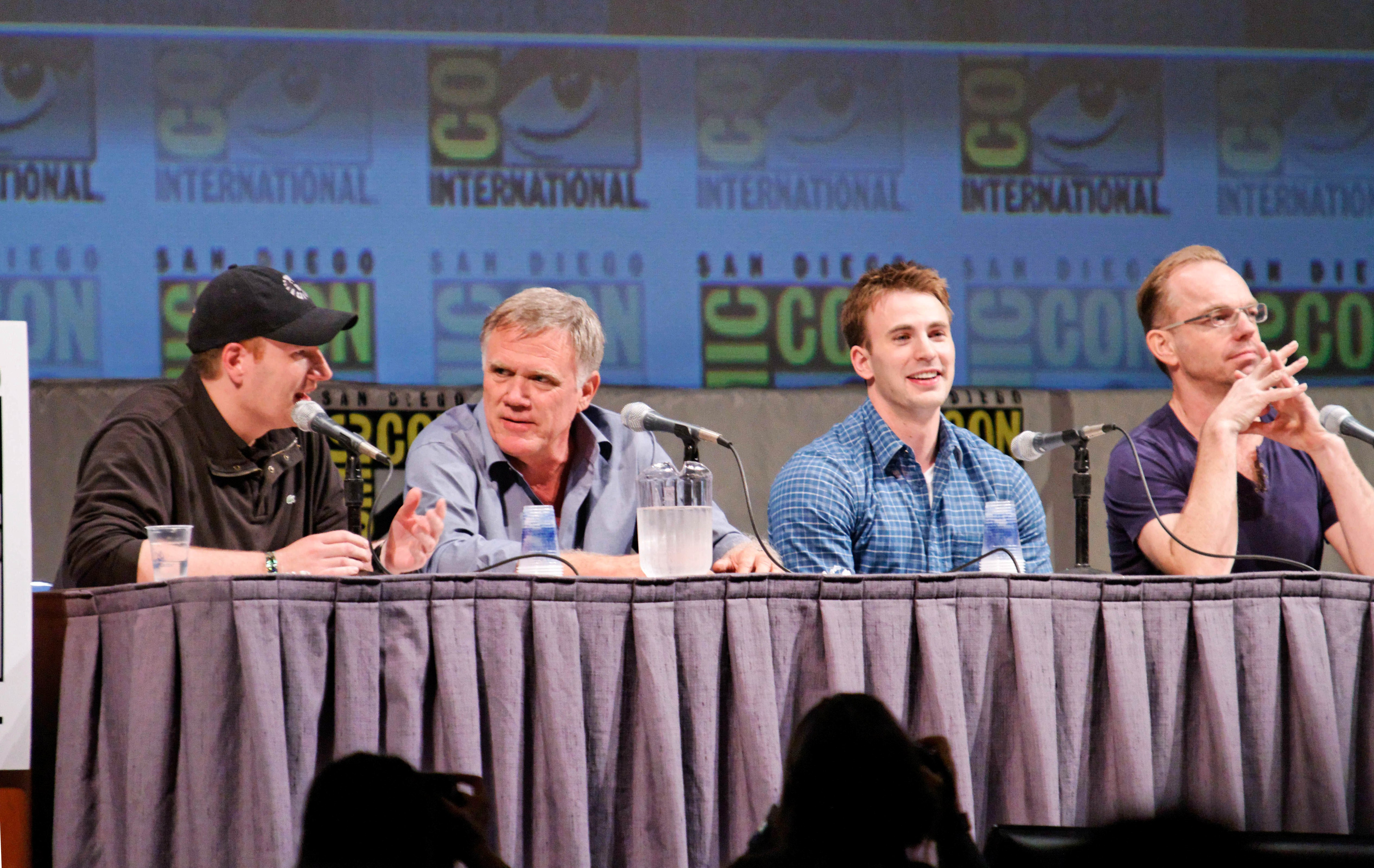
Johnston, Kevin Feige y el elenco de Capitán América: el primer vengador en la Convención Internacional de Cómics de San Diego de 2010.

Johnston hizo su debut como director en 1989 con la aventura de comedia Honey, I Shrunk the Kids, protagonizada por Rick Moranis. Siguió con la adaptación del cómic Rocketeer, en 1991. La película fue un fracaso comercial, al igual que su siguiente película, el largometraje de animación y acción en vivo El guardián de las palabras. Johnston se recuperó con su siguiente película, Jumanji, estrenada en 1995 y protagonizada por Robin Williams. La película superó tibias críticas al recaudar más de $260 millones de dólares en la taquilla a nivel mundial. 
Johnston fue elegido para dirigir una película de Hulk, pero se retiró del proyecto en julio de 1997. Johnston luego cambió de marcha, virando de las películas de acción con efectos especiales a proyectos más personales, como Cielo de octubre, de 1999, protagonizada por un adolescente Jake Gyllenhaal como un joven de 1950 de Virginia Occidental que sueña con ser un científico espacial para la NASA contra de los deseos de su padre. Basada en una historia real, la película ganó gran acogida y premios.
El primer proyecto de la década de 2000 de Johnston  fue la película de monstruos Parque Jurásico III, que recaudó más de 300 millones de dólares en la taquilla. Johnston siguió con Hidalgo, película de wéstern protagonizada por Viggo Mortensen. Johnston luego se tomó un descanso de seis años como director antes de firmar contrato para dirigir la versión del clásico de terror de 1941 The Wolfman, estrenada en 2010. Rodada en Inglaterra, la película estuvo protagonizada por Benicio del Toro y Anthony Hopkins.
En parte gracias a su experiencia con la película de superhéroes The Rocketeer, Johnston fue seleccionado por el estudio Marvel para dirigir Capitán América: el primer vengador. Estrenada el 22 de julio de 2011, las estrellas de la película fueron Chris Evans como el Capitán América y Hugo Weaving como su archienemigo, Cráneo Rojo.
En 2012 dirigió el thriller No seguro para el trabajo.

## Filmografía

### Cine
| Año  | Título                                         | Director | Productor | Efectos artísticos | Director de arte | Notas                                                         |
| ---- | ---------------------------------------------- | -------- | --------- | ------------------ | ---------------- | ------------------------------------------------------------- |
| 1977 | Star Wars: Episode IV - A New Hope             |          |           | Sí                 |                  |                                                               |
| 1980 | Star Wars: Episode V - The Empire Strikes Back |          |           | Sí                 | Sí               |                                                               |
| 1981 | Raiders of the Lost Ark                        |          |           | Sí                 | Sí               |                                                               |
| 1983 | Star Wars: Episode VI - Return of the Jedi     |          |           |                    | Sí               |                                                               |
| 1984 | Indiana Jones and the Temple of Doom           |          |           |                    | Sí               |                                                               |
| 1986 | Howard the Duck                                |          |           |                    | Sí               | Diseñador de las secuencias del ultraligero                   |
| 1987 | Baterías no incluidas                          |          |           |                    |                  | Cortometraje; Director de segunda unidad y jefe de producción |
| 1988 | Sauce                                          |          | Sí        |                    |                  |                                                               |
| 1988 | Willow                                         |          | Sí        |                    |                  |                                                               |
| 1989 | Siempre                                        |          |           |                    | Sí               |                                                               |
| 1989 | Honey, I Shrunk the Kids                       | Sí       |           |                    |                  |                                                               |
| 1991 | The Rocketeer                                  | Sí       |           |                    |                  |                                                               |
| 1994 | The Pagemaster                                 | Sí       |           |                    |                  | Escenas de acción en vivo                                     |
| 1995 | Jumanji                                        | Sí       |           |                    |                  |                                                               |
| 1999 | Cielo de octubre                               | Sí       |           |                    |                  |                                                               |
| 2001 | Parque Jurásico III                            | Sí       |           |                    |                  |                                                               |
| 2004 | Hidalgo                                        | Sí       |           |                    |                  |                                                               |
| 2010 | El hombre lobo                                 | Sí       |           |                    |                  |                                                               |
| 2011 | Capitán América: el primer vengador            | Sí       | Sí        |                    |                  |                                                               |
| 2014 | No seguro para el trabajo                      | Sí       |           |                    |                  |                                                               |

### Televisión
| Año       | Título                                | Notas                                              |
| --------- | ------------------------------------- | -------------------------------------------------- |
| 1978-1979 | Battlestar Galactica                  | Efectos de ilustración y diseño                    |
| 1984      | Caravan of Courage: An Ewok Adventure | Película para televisión; Diseñador de producción  |
| 1985      | Ewoks: The Battle for Endor           | Diseñador de producción                            |
| 1985      | Star Wars: Droids                     | Escritor del episodio "Coby y los Starhunters"     |
| 1993      | Las aventuras del joven Indiana Jones | Director del episodio "Princeton, febrero de 1916" |